# Periferia de Grecia Occidental
La periferia de Grecia Occidental (en griego: Περιφέρεια Δυτικής Ελλάδας, romanizado: Periféreia Dytikís Elládas) es una de las 13 periferias (regiones administrativas) de Grecia, situada en el Peloponeso, al oeste de Grecia. Tiene 11.350 km² de superficie y 740.506 habitantes (2001), su capital es Patras. Comprende las unidades periféricas de Etolia-Acarnania, Acaya y Élide.